# Oumou Armand Diarra
Oumou Armand Diarra là bút danh của nhà văn người Mali Oumou Modibo Sangare. Cô là tác giả của một số bài viết về cuộc đấu tranh của phụ nữ ở Châu Phi và Mali. Cô ủng hộ sự phát triển xã hội trong khi phù hợp với các quy tắc tích cực của xã hội truyền thống và hiện đại của đất nước cô.

## Tiểu sử
Oumou sinh ra ở Belgrade vào năm 1967 và được giáo dục ở Mali, Bờ Biển Ngà, nơi cha cô là Đại sứ cho Mali và Tunisia. Cô đăng ký học tại Học viện Bourguiba des Langues Vivantes ở Tunis. Năm 1994, cô tốt nghiệp Học viện này với Bằng tốt nghiệp tiếng Trung và tiếng Ý. Năm 1996, Oumou có bằng Thạc sĩ văn học, truyền thông và điện ảnh Pháp. Trong thời gian học, cô là tổng thư ký của Hiệp hội sinh viên Mali ở Tunisia. Từ năm 1991 đến năm 1996, cô đã được đào tạo và làm việc tại công ty l '' de de Radiodiffusion Télévision ở Mali. Kết hôn với hai đứa con, Oumou hiện sống ở New York. Vào năm 2014 và 2016, cô đã giúp tổ chức Biên niên thư nữ tại Bamako.